# جوانا نویکا
جوانا نویکا (انگلیسی: Joanna Nowicka؛ زادهٔ ۲۵ july ۱۹۶۶ (۵۸ سال)) ورزشکار تیراندازی با کمان اهل لهستان است.
وی در مسابقات کشوری و بین‌المللی در مجموع برندهٔ ۱ مدال برنز شده‌است.